# Linie následnictví dánského trůnu
Následnictví dánského trůnu užívá stejně jako ostatní skandinávské monarchie nově rozšířeného systému absolutní rovné primogenitury a to od roku 2009, kdy byla tato změna schválena v referendu. Předtím se v Dánsku pro určení dědice trůnu používalo od roku 1665 do roku 1863 tzv. polosalické právo, poté až do roku 1953 pouze salické právo a od té doby až do roku 2009 klasická mužská primogenitura.
Podle absolutní rovné primogenitury je dědicem trůnu nejstarší (prvorozený) potomek předchozího krále a královny bez ohledu na pohlaví. Takto nově ustanovená linie následnictví trůnu neplatí retrospektivně, ale až od roku 2009.

## Současná linie následnictví
Linie následnictví dánského trůnu je následující:
- Král Frederik IX. (1899–1972)
  -  Královna Markéta II. (* 1940)
    -  Král Frederik X. (* 1968)
      - (1) Korunní princ Christian (* 2005)
      - (2) Princezna Isabella (* 2007)
      - (3) Princ Vincent (* 2011)
      - (4) Princezna Josefína (* 2011)

    - (5) Princ Joachim (* 1969)
      - (6) Hrabě Nikolai z Monpezat (* 1999)
      - (7) Hrabě Felix z Monpezat (* 2002)
      - (8) Hrabě Henrik z Monpezat (* 2009)
      - (9) Hraběnka Athena z Monpezat (* 2012)

  - (10) Princezna Benedikta, kněžna ze Sayn-Wittgenstein-Berleburg (* 1944)
    - Gustav, 7. kníže ze Sayn-Wittgenstein-Berleburg (* 1969)
      - Princ Gustav Albrecht ze Sayn-Wittgenstein-Berleburg (* 2023)

    - Princezna Alexandra ze Sayn-Wittgenstein-Berleburg (* 1970)
      - Hrabě Richard von Pfeil und Klein-Ellguth (* 1999)
      -  Hraběnka Ingrid von Pfeil und Klein-Ellguth (* 2003)

    -  Princezna Nathalie ze Sayn-Wittgenstein-Berleburg (* 1975)
      - Konstantin Johannsmann (* 2010)
      -  Louisa Johannsmannová (* 2015)

Všichni zákonní potomci královny Markéty II., (kteří nejsou katolického vyznání) jsou podle zásad mužské primogenitury v linii následnictví britského trůnu.